# 威廉·高伯拉瓦
威廉·高伯拉瓦，MBE（William Gopallawa，1897年9月17日—1981年1月31日〉，最後一任錫蘭總督和第一任斯里蘭卡總統。1958年任錫蘭駐華大使。1961年任駐美國、古巴和墨西哥大使。1962年任錫蘭總督。1972年5月22日，斯里蘭卡共和國建立，威廉·高伯拉瓦成為第一任總統。1978年2月4日卸任。1981年1月31日在科倫坡逝世，終年83歲。